# Iwna (przystanek kolejowy)
Iwna (biał. Іўная, ros. Ивная) – przystanek kolejowy w lasach pomiędzy Baranowiczami a Słonimem, w rejonie baranowickim, w obwodzie brzeskim, na Białorusi.
Nazwa pochodzi od znajdującej się dawniej w tym miejscu gajówki Iwna.